# Róa

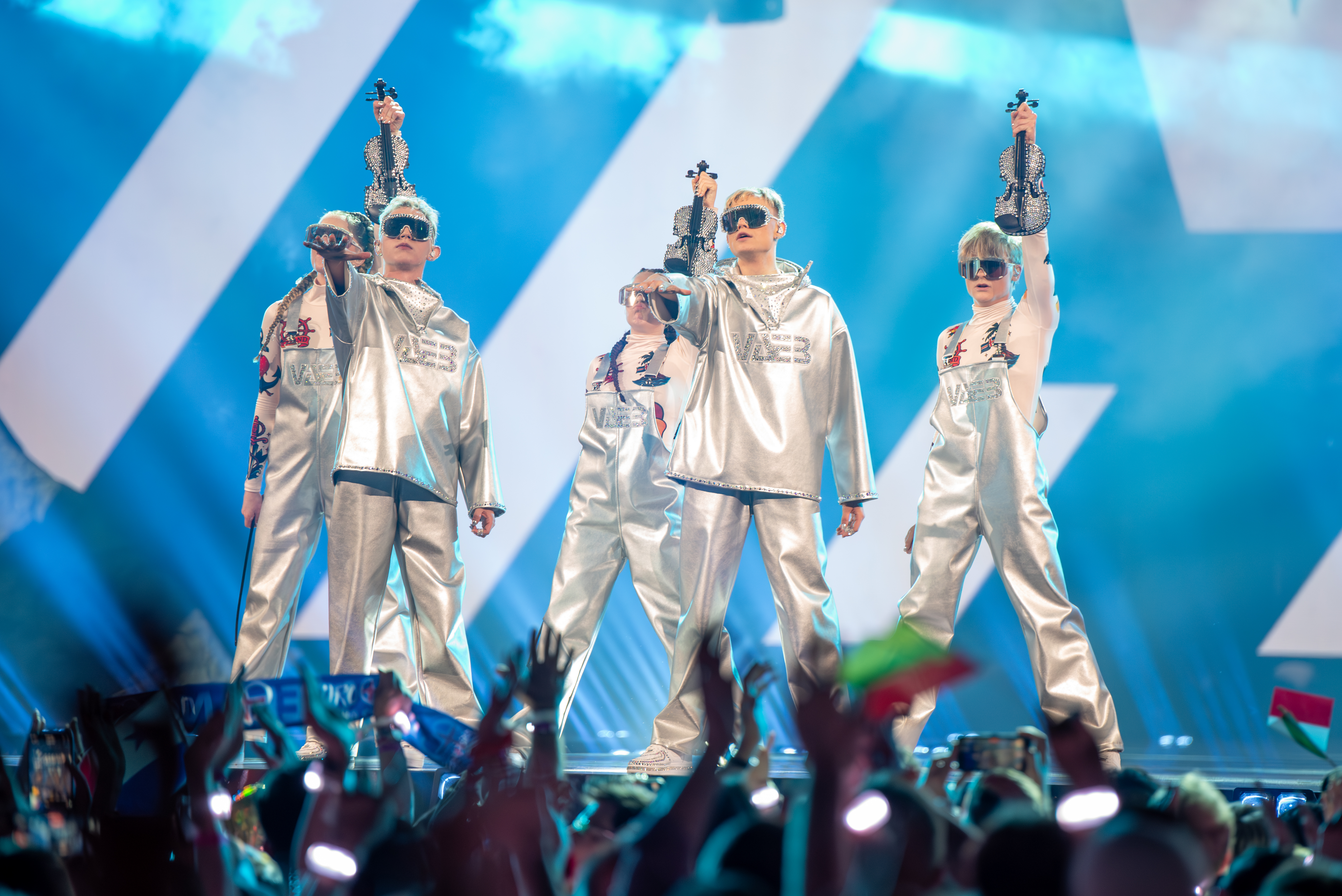
Låten framförd under den första semifinalen av Eurovision.

Róa är en låt framförd av den isländska musikgruppen Væb. Låten som är skriven av Væb tillsammans med Gunnar Björn Gunnarsson och Ingi Þór Garðarsson, representerade Island i Eurovision Song Contest 2025 i Basel i Schweiz. I finalen slutade bidraget på 25:e plats, näst sist.